# Chambre de métiers et de l'artisanat de l'Eure
 (février 2023).
La Chambre de métiers et de l'artisanat de l'Eure représente les intérêts généraux de l’artisanat dans son environnement politique, économique et social.